# Малое Яндуганово
Малое Яндуганово (чув. Кайри Чиперуй) — деревня в Мариинско-Посадском муниципальном округе Чувашской Республики России. С 2004 до 2023 года входила в состав Большешигаевского сельского поселения. С 2023 года входит в состав Большешигаевского территориального отдела.

## География
Деревня находится в северо-восточной части Чувашии, в пределах Чувашского плато, в зоне хвойно-широколиственных лесов, к востоку от реки Сундырки, на расстоянии примерно 9 километров (по прямой) к югу от города Мариинский Посад, административного центра района. Абсолютная высота — 151 метр над уровнем моря.

### Часовой пояс
Деревня Малое Яндуганово, как и вся Чувашия, находится в часовой зоне МСК (московское время). Смещение применяемого времени относительно UTC составляет +3:00.

## Население
| 2010 | 2012 |
| ---- | ---- |
| 74   | ↗91  |

### Половой состав
По данным Всероссийской переписи населения 2010 года в гендерной структуре населения мужчины составляли 50 %, женщины — соответственно также 50 %.

### Национальный состав
Согласно результатам переписи 2002 года, в национальной структуре населения чуваши составляли 93 % из 100 чел.